# Lee Chung-hui
Lee Chung-hui (이충희?; 7 novembre 1959) è un ex cestista e allenatore di pallacanestro sudcoreano.

## Carriera
Da giocatore con la Corea del Sud ha disputato i Giochi di Seul 1988, oltre ai Mondiali 1986 e 1990.
In carriera ha allenato i Changwon LG Sakers e i Daegu Orions.